# Nogami Yuki
Nogami Yuki (野上 結貴 Nogami Yūki, sinh ngày 20 tháng 4 năm 1991) là một hậu vệ bóng đá người Nhật Bản thi đấu cho câu lạc bộ tại J1 League Sanfrecce Hiroshima.

## Thống kê câu lạc bộ
Cập nhật đến ngày 23 tháng 2 năm 2018.
| Thành tích câu lạc bộ | Thành tích câu lạc bộ | Thành tích câu lạc bộ | Giải vô địch | Giải vô địch | Cúp                   | Cúp                   | Cúp Liên đoàn | Cúp Liên đoàn | Tổng cộng | Tổng cộng |
| Mùa giải              | Câu lạc bộ            | Giải vô địch          | Số trận      | Bàn thắng    | Số trận               | Bàn thắng             | Số trận       | Bàn thắng     | Số trận   | Bàn thắng |
| Nhật Bản              | Nhật Bản              | Nhật Bản              | Giải vô địch | Giải vô địch | Cúp Hoàng đế Nhật Bản | Cúp Hoàng đế Nhật Bản | J. League Cup | J. League Cup | Tổng cộng | Tổng cộng |
| --------------------- | --------------------- | --------------------- | ------------ | ------------ | --------------------- | --------------------- | ------------- | ------------- | --------- | --------- |
| 2012                  | Yokohama FC           | J2 League             | 3            | 0            | –                     | –                     | –             | –             | 3         | 0         |
| 2013                  | Yokohama FC           | J2 League             | 41           | 1            | 0                     | 0                     | –             | –             | 41        | 1         |
| 2014                  | Yokohama FC           | J2 League             | 41           | 5            | 1                     | 0                     | –             | –             | 42        | 5         |
| 2015                  | Yokohama FC           | J2 League             | 37           | 0            | 2                     | 0                     | –             | –             | 39        | 0         |
| 2016                  | Yokohama FC           | J2 League             | 8            | 0            | –                     | –                     | –             | –             | 8         | 0         |
| 2016                  | Sanfrecce Hiroshima   | J1 League             | 4            | 0            | 2                     | 0                     | 2             | 1             | 8         | 1         |
| 2017                  | Sanfrecce Hiroshima   | J1 League             | 24           | 0            | 2                     | 0                     | 6             | 0             | 32        | 0         |
| Tổng                  | Tổng                  | Tổng                  | 158          | 6            | 7                     | 0                     | 8             | 1             | 173       | 7         |